# The Ultimate Fighter 25 Finale
The Ultimate Fighter 25 Finale（ジ・アルティメット・ファイター・トゥエンティファイブ・フィナーレ、別名The Ultimate Fighter: Redemption Finale）は、アメリカ合衆国の総合格闘技団体「UFC」の大会の一つ。本大会はリアリティ番組「The Ultimate Fighter」シーズン25のフィナーレとして、2017年7月7日、ネバダ州ラスベガスのT-モバイル・アリーナで開催された。

## 大会概要
「UFCインターナショナル・ファイトウィーク」の初日に開催された本大会のメインイベントでは、マイケル・ジョンソン対ジャスティン・ゲイジーのライト級戦が組まれ、シーズン1 Finaleで行われたフォレスト・グリフィン対ステファン・ボナーに勝るとも劣らない激闘を繰り広げ、ゲイジーがTKO勝利を収めた。
過去にThe Ultimate Fighterシリーズに参加した選手に出場資格が与えられたThe Ultimate Fighterシーズン25のウェルター級トーナメント決勝戦も行われ、ジェシー・テイラー（シーズン7出場）がディエゴ・リマ（シーズン19出場）から勝利を収め、シーズン25優勝者となると共に優勝賞金25万ドルを獲得した。
キャリア17戦全勝のWSOF世界ライト級王者ジャスティン・ゲイジー、MFCライト級王者トム・ガリキオ、7戦全勝のニック・ローリックがUFCデビュー。

## 試合結果

### アーリープレリム
第1試合 フェザー級 5分3R
○  グレイ・メイナード vs.  石原夜叉坊 ×
3R終了 判定3-0（30-26、30-26、30-26）

### プレリミナリーカード
第2試合 女子ストロー級 5分3R
○  ティーシャ・トーレス vs.  ジュリアナ・リマ ×
2R 0:53 リアネイキッドチョーク
第3試合 ライトヘビー級 5分3R
○  CB・ダラウェイ vs.  エド・ハーマン ×
3R終了 判定3-0（29-28、29-27、29-27）
第4試合 ウェルター級 5分3R
○  ジェームス・クラウス  vs.  トム・ガリキオ ×
3R終了 判定3-0（30-27、30-27、30-27）
第5試合 女子ストロー級 5分3R
○  アンジェラ・ヒル vs.  アシュリー・ヨーダー ×
3R終了 判定3-0（30-27、30-27、30-27）

### メインカード
第6試合 ライトヘビー級 5分3R
○  ジョーダン・ジョンソン vs.  マルセル・フォルトゥナ ×
3R終了 判定3-0（29-28、29-28、29-28）
第7試合 ミドル級 5分3R
○  ブラッド・タヴァレス vs.  イライアス・テオドロウ ×
3R終了 判定3-0（29-28、29-28、29-28）
第8試合 ライトヘビー級 5分3R
○  ジャレッド・キャノニア  vs.  ニック・ローリック ×
3R 2:08 TKO（グランド肘打ち連打）
第9試合 ライト級 5分3R
○  ドラッカー・クロース vs.  マルク・ディアケイジー ×
3R終了 判定2-1（29-28、28-29、29-28）
第10試合 TUF 25ウェルター級トーナメント 決勝 5分3R
○  ジェシー・テイラー vs.  ディエゴ・リマ ×
2R 0:43 リアネイキッドチョーク
※テイラーがトーナメント優勝。
第11試合 ライト級 5分5R
○  ジャスティン・ゲイジー vs.  マイケル・ジョンソン ×
2R 4:48 TKO（スタンドでパンチと膝蹴り連打）

### 各賞
ファイト・オブ・ザ・ナイト： ジャスティン・ゲイジー vs. マイケル・ジョンソン
パフォーマンス・オブ・ザ・ナイト： ジャスティン・ゲイジー、ティーシャ・トーレス
各選手にはボーナスとして5万ドルが授与された。

### カード変更
負傷などによるカードの変更は以下の通り。